# Francis Xavier Kriengsak Kovithavanij
Francis Xavier Kriengsak Kovithavanij (in thailandese: ฟรังซิสเซเวียร์ เกรียงศักดิ์ โกวิทวาณิช; Bang Rak, 27 giugno 1949) è un cardinale e arcivescovo cattolico thailandese, dal 27 giugno 2024 arcivescovo emerito di Bangkok.

## Biografia
Francis Xavier Kriengsak Kovithavanij è nato il 27 giugno 1949 a Bang Rak, provincia e arcidiocesi di Bangkok, capitale della Thailandia. È il secondo dei quattro figli di Joseph-Piti e di Teresa Pacharin. È stato battezzato il 14 agosto dello stesso anno, nella cattedrale dell'Assunzione, da padre Paul Mattew Kritcharoen. Ha ricevuto il sacramento della confermazione il 9 novembre 1958, nella stessa cattedrale di Bangkok, per mano di monsignor Louis-August-Clément Chorin, M.E.P., vescovo titolare di Polistilo e vicario apostolico di Bangkok.

### Formazione e studi
Fin dalla più tenera età ha ricevuto una formazione rigorosamente cattolica, frequentato prima la scuola media privata dell'Assunzione e poi il Collegio dell'Assunzione, ambedue nella capitale. Successivamente, nel 1966, si è iscritto al liceo privato di San Giuseppe, e, dopo aver deciso di seguire la sua vocazione sacerdotale, si è iscritto al seminario minore di San Giuseppe a Sampran. Più tardi è stato inviato a Roma, dove ha conseguito gli studi in filosofia e teologia presso la Pontificia Università Urbaniana dal 1970 al 1976. Durante questo suo primo soggiorno nella capitale italiana ha risieduto presso il Pontificio Collegio Urbano.

### Ministero sacerdotale
Successivamente è ritornato in patria, dove l'11 luglio 1976 è stato ordinato presbitero nella cattedrale di Bangkok da monsignor Michael Michai Kitbunchu, arcivescovo metropolita di Bangkok e futuro cardinale. Non molto tempo dopo l'ordinazione, nello stesso anno, è stato nominato vicario parrocchiale della chiesa della Natività di Maria a Ban Pan, dove è rimasto fino al 1977. In quell'anno è stato trasferito come vicario parrocchiale della chiesa dell'Epifania. Dal 1979 al 1981 è stato vicerettore del seminario minore di Sampran, dove egli stesso era stato studente. L'anno successivo è ritornato nella capitale italiana, dove fino al 1983 ha approfondito l'argomento della spiritualità presso la Pontificia Università Gregoriana.
Dopo essere tornato in Thailandia, per sei anni è stato rettore del Seminario intermedio della Sacra Famiglia a Nakhon Ratchasima. È stato poi eletto sottosegretario della Conferenza dei vescovi cattolici della Thailandia, incarico che ha occupato dal 1989 al 1993. Dal 1992 al 2000 ha ricoperto il ruolo di rettore del seminario maggiore nazionale Lux Mundi a Sampran, e nel 2001 ne è divenuto professore ordinario. Contemporaneamente, tra il 2000 e il 2003, è stato parroco della parrocchia di Nostra Signora di Lourdes a Hua Take. È stato infine parroco della cattedrale di Bangkok e segretario del consiglio presbiterale dell'arcidiocesi di Bangkok dal 2003 fino alla promozione all'episcopato.

### Episcopato

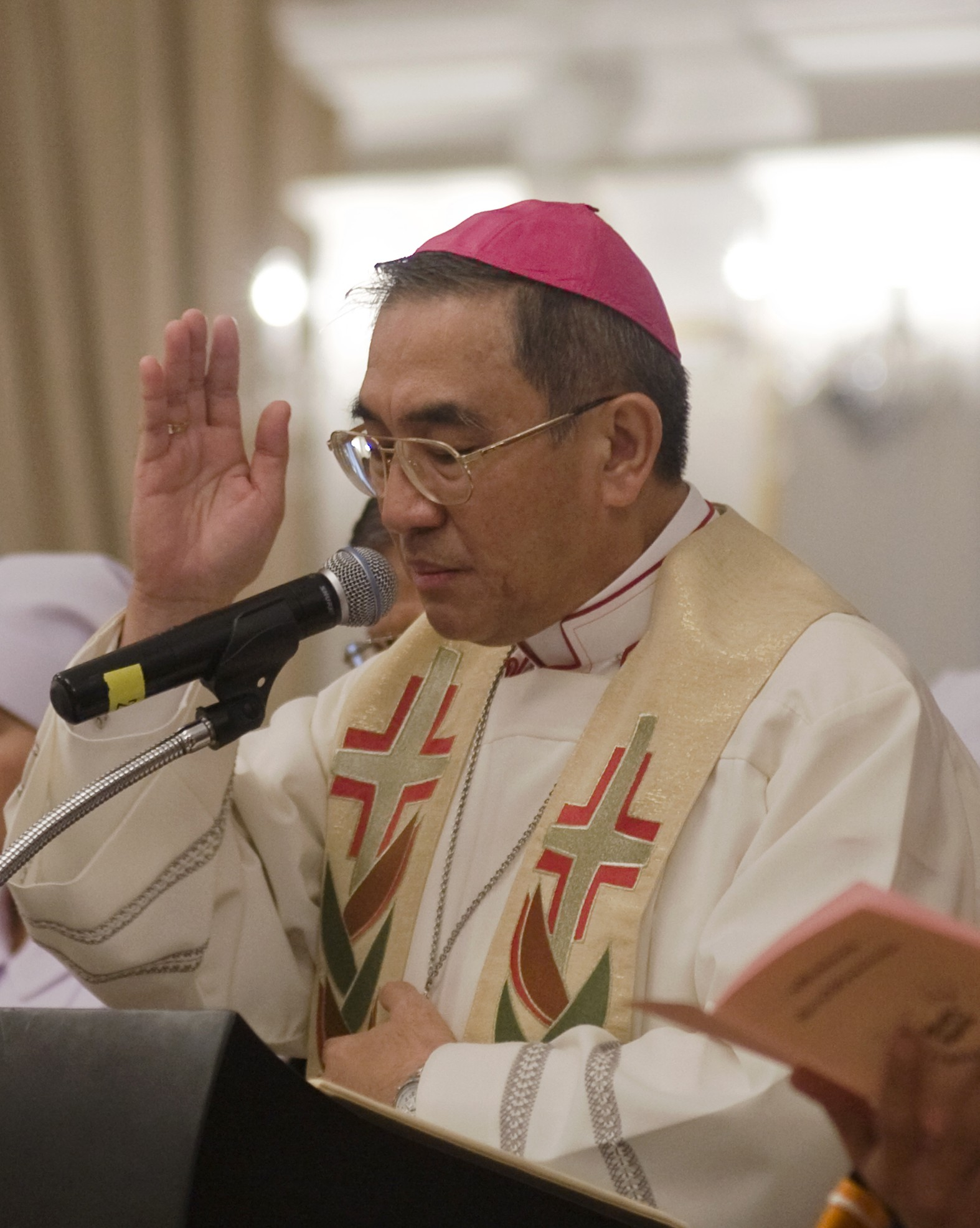
L'allora mons. Kovithavanij durante una celebrazione liturgica nel 2010

Il 7 marzo 2007 papa Benedetto XVI lo ha nominato vescovo di Nakhon Sawan dopo quasi due anni di sede vacante, da quando il precedente vescovo, monsignor Louis Chamniern Santisukniram, era stato promosso alla sede metropolitana di Thare e Nonseng. La sua consacrazione episcopale è avvenuta il 2 giugno 2007, al Nakhon Sawan Palasport, per mano del cardinale Kitbunchu, metropolita di Bangkok, co-consacranti monsignor Salvatore Pennacchio, arcivescovo titolare di Montemarano e nunzio apostolico in Thailandia, Cambogia e Singapore, oltre che delegato apostolico in Myanmar, Laos e Malaysia, e da monsignor Joseph Banchong Aribarg, vescovo emerito di Nakhon Sawan. Come suo motto episcopale Kovithavanij ha scelto Verbum crucis Dei virtus est, che tradotto vuol dire "La parola della croce è la potenza di Dio", tratto dalla prima lettera di san Paolo ai Corinzi.
Il 14 maggio 2009, lo stesso giorno in cui papa Benedetto XVI ha accolto la rinuncia dal governo pastorale dell'arcidiocesi di Bangkok dell'ottantenne cardinale Kitbunchu, che per quasi trentasette anni ne era stato metropolita, lo ha contemporaneamente promosso al medesimo ufficio. Ha preso possesso dell'arcidiocesi, nella cattedrale dell'Assunzione, il 16 agosto successivo alle ore 10:00. Il 29 giugno del medesimo anno, giorno della solennità dei Santi Pietro e Paolo, si è recato nella basilica di San Pietro in Vaticano, dove il pontefice gli ha imposto il pallio, simbolo di comunione tra la Santa Sede e il metropolita. Nell'ottobre 2009 è stato eletto vicepresidente della Conferenza dei vescovi cattolici della Thailandia, ruolo che ricopre fino al 2015, quando è stato eletto presidente della stessa conferenza.
Il 9 agosto 2012 Maria Voce, presidentessa del Movimento dei Focolari, durante l'incontro tenutosi a Forno di Coazze, lo ha nominato moderatore della comunione tra i vescovi che aderiscono alla spiritualità dell'unità. La partecipazione di vescovi al Movimento dei Focolari, approvata e sostenuta dalla Santa Sede per favorire la collegialità "effettiva e affettiva" tra i vescovi in uno spirito di comunione e fraternità, costituisce un impegno di natura esclusivamente spirituale. Nello stesso anno è stato chiamato a succedere al cardinale ceco Miloslav Vlk, arcivescovo emerito di Praga, come coordinatore dei vescovi amici del Movimento dei Focolari.
Dal 7 al 28 ottobre ha partecipato alla XIII Assemblea Generale Ordinaria del Sinodo dei Vescovi del 2012 sul tema "La nuova evangelizzazione per la trasmissione della fede cristiana", dove è stato eletto nella commissione per l'informazione, intervenendo sul ruolo delle comunità ecclesiali di base nel dialogo con i buddisti.

### Cardinalato
Il 4 gennaio 2015 papa Francesco ha annunciato di volerlo creare cardinale nel concistoro che si è tenuto nella basilica di San Pietro in Vaticano il successivo 14 febbraio, in cui gli sono stati conferiti l'anello, la berretta cardinalizia e il titolo cardinalizio di Santa Maria Addolorata, istituito nel medesimo concistoro. Ha preso possesso della sua chiesa titolare in data 11 ottobre 2015, in una cerimonia svoltasi alle ore 11. È il secondo vescovo thailandese a ricevere la porpora cardinalizia dopo il suo predecessore Michael Michai Kitbunchu.
Pochi giorni dopo l'annuncio della nomina cardinalizia, in un'intervista per AsiaNews, organo del Pontificio istituto missioni estere, ha dichiarato: "Appena ricevuta la notizia, sono entrato nella cappella che si trova vicino al mio ufficio, ho aperto il mio cuore a Dio e ho chiesto la forza necessaria per affrontare al meglio questa notizia. Ho promesso al Signore che metterò tutta la mia forza e farò ogni possibile sforzo per il bene della Chiesa e della società".
In un'altra intervista per Catholic Social Communication of Thailand, ha affermato: "Come vescovo, il mio ruolo è quello di guidare la Chiesa che mi è stata affidata. E così continuerò a fare. La nomina cardinalizia è un onore, ed essere cardinale significa consigliare il Papa attraverso le proprie opinioni su alcune situazioni globali o particolari. I nuovi cardinali, che vengono da Africa e Asia, mostrano ancora di più l'universalità della Chiesa cattolica".
Il 13 aprile 2015 lo stesso Pontefice lo ha nominato membro della Congregazione per l'evangelizzazione dei popoli e del Pontificio consiglio delle comunicazioni sociali.
Nello stesso anno, i vescovi tailandesi hanno dichiarato un Giubileo nazionale per commemorare il 350º anniversario del primo Sinodo di Ayutthaya, antica capitale del Regno di Ayutthaya, che, svoltosi nel 1664, gettò le basi per stabilire una presenza stabile del cristianesimo nello Stato asiatico. Il cardinale è stato promotore e sostenitore particolare di questo evento. In questa circostanza si è anche tenuto il primo Concilio plenario della Chiesa cattolica in Thailandia, sul tema "I discepoli di Cristo vivono la nuova evangelizzazione", svoltosi dal 20 al 25 aprile sotto la presidenza proprio dell'arcivescovo di Bangkok.
Il 27 giugno 2024 papa Francesco ha accolto la sua rinuncia, presentata per raggiunti limiti di età, al governo pastorale dell'arcidiocesi di Bangkok.
Il 7 e 8 maggio 2025 ha partecipato come cardinale elettore al conclave che ha portato all'elezione di papa Leone XIV.

## Dialogo interreligioso
Il cardinale Kovithavanij ricorda spesso l'enorme importanza e valore del dialogo interreligioso. In un Paese dove i cattolici sono una esigua minoranza, lo 0,1% su una popolazione di oltre 66 milioni di abitanti, in larghissima maggioranza buddisti, egli sostiene che dialogare sia la strada maestra per annunciare il Vangelo. Egli è in rapporti di amicizia e fratellanza con molti capi religiosi buddisti connazionali, con i quali condivide lo stesso entusiasmo per diffondere la pace non solo in Thailandia, ma in tutto il mondo. In particolare, il cardinale di Bangkok condivide da molti anni una profonda amicizia con il monaco buddista Phramaha Thongratana Thavorn, che lo ha accompagnato ed era in prima fila durante il concistoro nella basilica vaticana dove il neo porporato ha ricevuto la berretta cardinalizia, cosa che ha richiamato l'attenzione di molti giornalisti.

## Genealogia episcopale e successione apostolica
La genealogia episcopale è:
- Cardinale Scipione Rebiba
- Cardinale Giulio Antonio Santori
- Cardinale Girolamo Bernerio, O.P.
- Arcivescovo Galeazzo Sanvitale
- Cardinale Ludovico Ludovisi
- Cardinale Luigi Caetani
- Cardinale Ulderico Carpegna
- Cardinale Paluzzo Paluzzi Altieri degli Albertoni
- Papa Benedetto XIII
- Papa Benedetto XIV
- Papa Clemente XIII
- Cardinale Marcantonio Colonna
- Cardinale Giacinto Sigismondo Gerdil, B.
- Cardinale Giulio Maria della Somaglia
- Cardinale Carlo Odescalchi, S.I.
- Cardinale Costantino Patrizi Naro
- Cardinale Lucido Maria Parocchi
- Papa Pio X
- Papa Benedetto XV
- Papa Pio XII
- Cardinale Eugène Tisserant
- Papa Paolo VI
- Arcivescovo Joseph Khiamsun Nittayo
- Cardinale Michael Michai Kitbunchu
- Cardinale Francis Xavier Kriensag Kovithavanij

La successione apostolica è:
- Vescovo Paul Tawat Singsa (2024)